# Leptostomias gracilis
Leptostomias gracilis és una espècie de peix de la família dels estòmids i de l'ordre dels estomiformes.

## Morfologia
- Els mascles poden assolir 38 cm de longitud total.[4][5]

## Hàbitat
És un peix marí i d'aigües subtropicals.

## Distribució geogràfica
Es troba a l'Atlàntic oriental (des de les Illes Canàries fins a Angola -llevat del golf de Guinea-, entre 45°N i 50°N i, també, a Sud-àfrica) i el nord-oest del Pacífic.